# Anārkūl
Anārkūl (persiska: انارکول) är en ort i Iran.   Den ligger i provinsen Gilan, i den nordvästra delen av landet, 210 km nordväst om huvudstaden Teheran. Anārkūl ligger 213 meter över havet och antalet invånare är 181.
Terrängen runt Anārkūl är bergig åt sydost, men åt nordväst är den kuperad. Anārkūl ligger nere i en dal.Runt Anārkūl är det ganska glesbefolkat, med 45 invånare per kvadratkilometer. Närmaste större samhälle är Manjīl, 18,5 km sydväst om Anārkūl. I omgivningarna runt Anārkūl växer i huvudsak blandskog.